# Кукаркін Борис Васильович
Борис Васильович Кукаркін (рос. Кукаркин Борис Васильевич; 30 жовтня 1909 — 15 вересня 1977) — радянський астроном.

## Життєпис
Народився в Нижньому Новгороді. Знання здобув самоосвітою.
У 1928—1931 роках завідував обсерваторією Нижноновгородського гуртка аматорів фізики та астрономії, у 1931—1932 роках — астроном Ташкентської обсерваторії.
З 1932 року працював у Московському університеті, з 1951 — професор, в 1952—1956 — директор Державного астрономічного інституту ім. П. К. Штернберга, в 1956—1960 роках — завідувач відділу змінних зір цього інституту, з 1960 — завідувач кафедри зоряної астрономії (з 1965 — кафедра зоряної астрономії і астрометрії) університету та завідувач відділу вивчення Галактики Державного астрономічного інституту ім. П. К. Штернберга.
У 1941—1944 роках був у лавах Радянської армії. У 1949—1961 роках — завідувач Редакції астрономії Велика радянська енциклопедія.
Голова Комісії змінних зір Астрономічної ради АН СРСР (з 1956), президент Комісії № 27 «Змінні зорі» Міжнародного астрономічного союзу (1952—1958), віцепрезидент цього союзу (1955—1961).

## Творчий доробок
Основні наукові роботи присвячено вивченню змінних зір і будови зоряних систем. 1928 року виявив залежність між періодом і спектральним класом затемнюваних змінних зір.
1934 року спільно з Павлом Петровичем Паренаго встановив статистичну залежність між амплітудою спалахів та тривалістю пауз між спалахами у змінних типу U Близнюків, що дозволило їм передбачити спалах новоподібної зорі T Північної Корони. Здійснив дослідження кривих блиску, періодів і світностей цефеїд.
Разом з Паренаго склав каталог-картотеку різних характеристик змінних зір, який покладено в основу «Загального каталогу змінних зір» (ЗКЗЗ), створеного за дорученням Міжнародного астрономічного союзу московськими дослідниками змінних зір під керівництвом Кукаркіна. Перше видання ЗКЗЗ, видане 1948 року, містило відомості про 10 912 зірок. Третє видання ЗКЗЗ і доповнення до нього (1969—1976) містять відомості про 26 000 змінних зір та інших нестаціонарних об'єктів. Ретельно вивчивши просторовий розподіл змінних зір різних типів у зіставленні з їх кінематичними і фізичними характеристиками, Кукаркін розвинув концепцію існування різних видів зоряного населення в Галактиці і довів неодночасність виникнення різних галактичних об'єктів. Разом із роботами В. Г. В. Бааде дослідження Кукаркіна сприяли остаточному усталенню уявлень про Галактику як зоряну систему, що складається з взаємопроникних підсистем. За результатами всебічного вивчення Кукаркіним кулястих скупчень 1974 року було видано його монографію «Кулясті зоряні скупчення», в якій наведено уточнені ним дані про відстані, світності, хімічний склад та інші характеристики скупчень. Низку робіт присвячено дослідженню міжзоряного поглинання світла за колірними еквівалентами понад 7000 зір. У них уточнено величину міжзоряного поглинання і характер його залежності від довжини хвилі. Спільно з Паренаго написав книгу «Змінні зорі та способи їх спостереження» (1-ше вид. 1938, 2-ге вид. 1947), що справила значний вплив на популяризацію вивчення змінних зір у СРСР. Один з авторів монографії «Змінні зорі» (т. 1—3, 1937—1947), відповідальний редактор колективної монографії «Нестаціонарні зорі та методи їх дослідження» (т. 1—5, 1970—1974). Був ініціатором створення 1928 року бюлетеня «Змінні зорі» і його відповідальним редактором протягом 49 років.

## Родинні зв'язки
- Батько — Кукаркін Василь Васильович (1876—1938). Народився в 1876 в с. Мамадиш Мамадишського р-ну в Татарстані. У 1896—1901 навчався та у 1914—1928 викладав у Ніжинському історико-філологічному інституті, певний час був деканом. З 1927 по 1931 рік був професором історії у Полтаві. У 1930-х рр. проживав у смт Лосинівка Ніжинського району. Обіймав посаду директора школи та викладав німецьку мову. 29 червня 1937 р. заарештований за негласним наказом тодішнього секретаря Лосинівського райкому Олексія Федорова. За вироком спецколегії Чернігівського облсуду від 23 вересня 1937 р. ув'язнений до виправно-трудових таборів терміном на 5 років. Подальша доля — невідома. Реабілітований 20 вересня 1960 р.

## Нагороди
- Премія ім. Ф. О. Бредіхіна АН СРСР (1950).